# Hotsboom

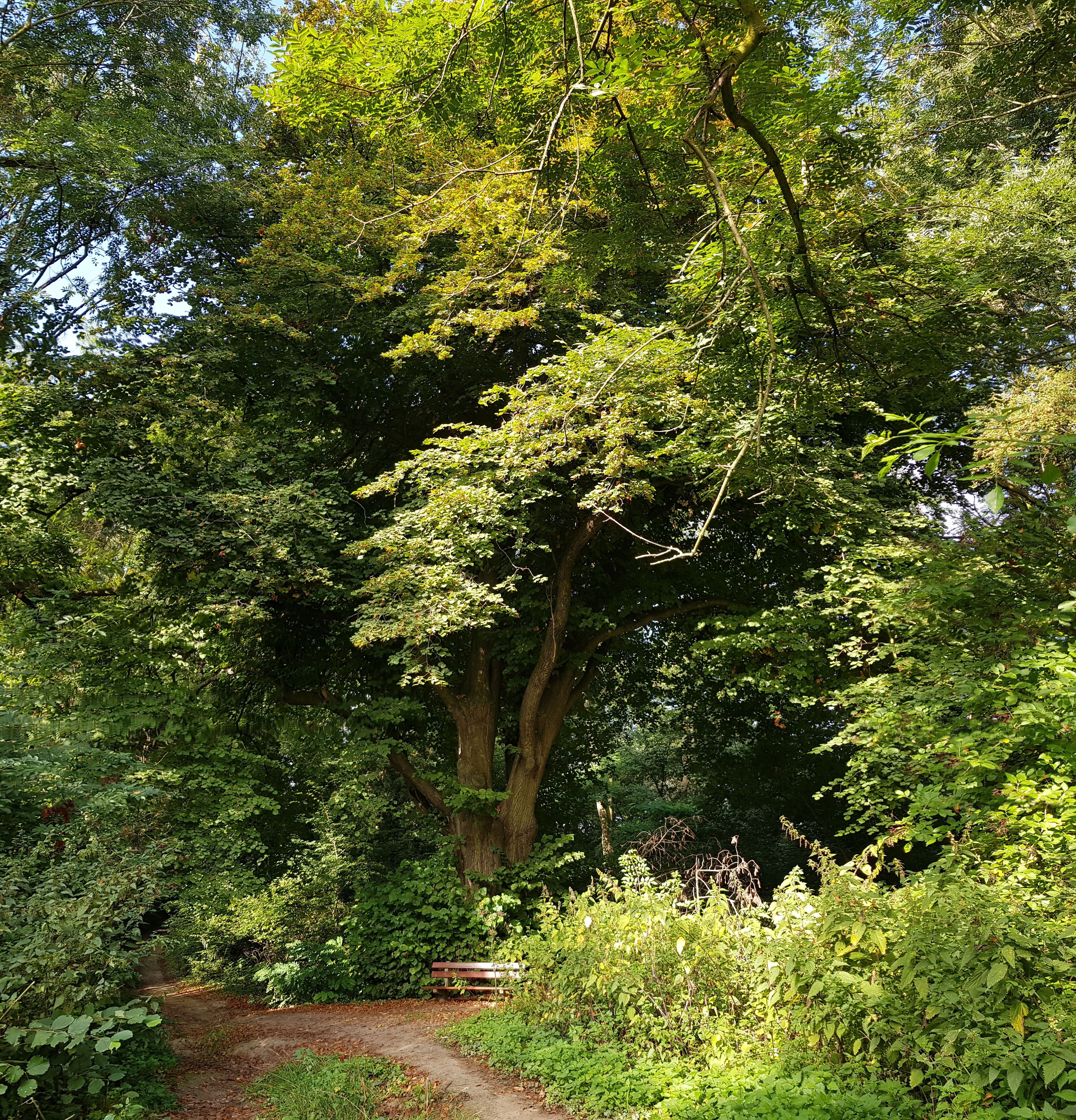
de Hotsboom

De Hotsboom is een voormalige grensboom bij Cadier en Keer in de Nederlandse gemeente Eijsden-Margraten. De boom staat aan de rand van het Savelsbos op de Riesenberg aan een van de twee routes van Cadier en Keer naar Gronsveld. Deze route liep langs Groeve de Hel en men liep achtereenvolgens via de Gruisveldweg, de Hotsboom, de Helweg en de Keerderweg. De andere route liep via De Fontein en het droogdal Dorregrubbe aan de andere kant van de Riesenberg. De boom staat aan de westelijke rand van het Plateau van Margraten in de overgang naar het Maasdal. Ter plaatse duikt het plateau een aantal meter steil naar beneden.
Op ruim honderd meter naar het noordwesten ligt de Hotsboomgroeve, op ongeveer 180 meter naar het noordwesten de Groeve achter de Hotsboom en op ongeveer 200 meter naar het zuidwesten liggen de ingangen van Groeve de Hel. Op ongeveer zeshonderd meter naar het zuidwesten staat Huis De Beuk.

## Geschiedenis
De boom diende als grensboom en markeerde de grens die liep tussen de Heerlijkheid Cadier en het Graafschap Gronsveld.
In 1444 stond er hier op deze plaats ook reeds een grensboom met deze naam, blijkt uit archiefstukken.
Anno jaren 2010 werd de boom, een zomerlinde, geschat op driehonderd of vierhonderd jaar oud en deze boom is dus niet de oudste boom op deze plek.